# James Michael Tyler
James Michael Tyler (Winona, 28 maggio 1962 – Los Angeles, 24 ottobre 2021) è stato un attore statunitense, conosciuto principalmente per il ruolo di Gunther nella sitcom Friends.

## Biografia
James Michael Tyler nacque a Winona (Mississippi), ultimo di sei fratelli. A 11 anni rimase orfano dei genitori e andò a vivere a Anderson (Carolina del Sud) con la sorella. In seguito studiò alla Clemson University e si laureò in geologia. Nello stesso periodo divenne membro di un gruppo teatrale studentesco e tale esperienza lo spinse a diventare attore. Nel 1987 in Georgia ricevette il Master of Fine Arts. Nel 1988 si trasferì a Los Angeles e divenne produttore di L'ombra di mille soli.
Dal 1994 al 2004 Tyler interpretò il ruolo di Gunther in Friends, il barista del Central Perk innamorato di Rachel Green, interpretata da Jennifer Aniston.
In occasione del 15º anniversario di Friends, Tyler ha aperto a Londra per due settimane una riproduzione del Central Perk, la caffetteria della sit-com.
È morto all'età di 59 anni nel 2021: dal 2018 era malato di cancro alla prostata, giunto ormai al quarto stadio, cosa che gli aveva anche impedito di partecipare fisicamente all'ultima reunion del cast, nell'aprile 2021, in cui tuttavia appare in un breve collegamento via Zoom, mostrando gli evidenti segni della malattia.

## Filmografia

### Cinema
- The Roommate, regia di Joe Toppe – cortometraggio (1992)
- The Disturbance at Dinner, regia di Greg Akopyan e Lawrence Kane (1998)
- Ombre dal passato (Motel Blue), regia di Sam Firstenberg (1999)
- Foreign Correspondents, regia di Mark Tapio Kines (1999)
- Live with It, regia di Jaime Gomez – cortometraggio (2008)
- Jason's Big Problem, regia di Hamish McCollester – cortometraggio (2009)
- Processing, regia di Renetta G. Amador – cortometraggio (2020)
- The Gesture and The Word, regia di Helen Alexis Yonov – cortometraggio (2020)

### Televisione
- Just Shoot Me! – serie TV, episodio 5x04 (2000)
- Sabrina, vita da strega (Sabrina, the Teenage Witch) – serie TV, episodio 5x11 (2001)
- Friends – serie TV, 150 episodi (1994-2004)
- Scrubs - Medici ai primi ferri (Scrubs) – serie TV, episodio 4x23 (2005)
- Nobody's Watching, regia di Gail Mancuso – film TV (2006)
- Episodes – serie TV, episodio 2x06 (2012)
- Modern Music – serie TV, 5 episodi (2013)
- Friends: The Reunion, regia di Ben Winston – special TV (2021)

## Doppiatori italiani
Nelle versioni in italiano dei suoi film, James Michael Tyler è stato doppiato da:
- Antonello Noschese in Friends
- Stefano Billi in Friends: The Reunion